# سنانيات
السنَّانِيَّات أو الغمليليات (الاسم العلمي: Dentaliida)، رتبة رخويات من طائفة الأصداف النابية. تحتوي الرتبة على معظم الأصداف النابية الكبيرة.

## الفصائل
- Anulidentaliidae
- Calliodentaliidae
- سنانية (فصيلة)
- Fustiariidae
- Gadilinidae
- Laevidentaliidae
- Omniglyptidae
- Rhabdidae